# Азарьково
Азарьково — деревня в Великолукском районе Псковской области России. Входит в состав сельского поселения «Успенская волость».
Расположена в 38 км к юго-востоку от райцентра Великие Луки и в 0,5 км к северо-востоку от волостного центра Успенское.

## Население
Численность населения деревни по состоянию на 2000 год составила 12 жителей, на 2010 год — 11 жителей.